# Parlamento de Camboya
El Parlamento del Reino de Camboya (en camboyano: សភាតំណាងរាស្ត្រ ព្រះរាជាណាចក្រ កម្ពុជា, romanizado: Saphea Damnang Reastr ney Preah Réachéanachâk Kampuchea, lit. 'Asamblea de Representantes del Pueblo del Reino de Camboya') es el órgano legislativo bicameral de Camboya, y el principal organismo gubernamental del país. 
Consiste en una Cámara alta o Senado (ព្រឹទ្ធសភា; Protsaphea) de 62 miembros elegidos indirectamente por los Concejales Comunales, para un período de seis años, y una Cámara baja o Asamblea Nacional (រដ្ឋសភា; Radhsphea) de 125 miembros elegidos directamente por representación proporcional para un mandato de cinco años. En total, el parlamento se compone de 187 miembros.
La Asamblea Nacional ejerce el poder legislativo. Además del poder general legislativo, la Asamblea Nacional tiene facultades específicas en relación con el presupuesto nacional, impuestos, cuentas administrativas, leyes de amnistía general, los tratados y convenciones internacionales, declaraciones de guerra, y la formación del Gobierno Real. El Senado debe ratificar las leyes de la Asamblea Nacional, aunque por lo general esto se considera un mero formalismo.